# Gérard Caron (Musiker)
Gérard Caron (* 2. April 1916 in Saint-Martin-de-Beauce, Québec; † 19. Januar 1986 in Montreal) war ein kanadischer Organist und Pianist.

## Leben
Caron war bereits neunjährig Organist in der Kirche seines Heimatortes Mansonville. Ab 1933 studierte er am Konservatorium und der Universität Montreal Orgel bei Eugène Lapierre und Raoul Paquet sowie Klavier und Komposition bei Albertine Morin-Labrecque und wurde Organist an den Kirchen Notre-Dame-des-Victoires und St-Jean-Berchmans. Als Stipendiat der Provinzregierung von Québec setzte er 1942 seine Ausbildung in New York bei Charles-Marie Courboin fort. 1944 wurde er dort Organist und Chorleiter der französischen Kirche Saint Vincent de Paul und Assistent Courboins an der St. Patrick’s Cathedral.
1952 reiste Caron nach Italien und vervollkommnete seine Ausbildung in Rom bei Fernando Germani und an der Accademia Chiagena in Siena. Auftritte hatte er in Florenz, Turin und Rom. Nach seiner Rückkehr gab er Recitals in Montreal und trat in Québec und anderen Städten Kanadas und der USA auf. Von 1964 bis zu seiner endgültigen Rückkehr nach Kanada 1984 war er Organist und Chorleiter der frankokanadischen Kirche Saint John the Baptist in New York. Als Klavierbegleiter trat er u. a. mit den Sängern Pierrette Alarie und Léopold Simoneau auf.